# Ангел Господень (богословие)

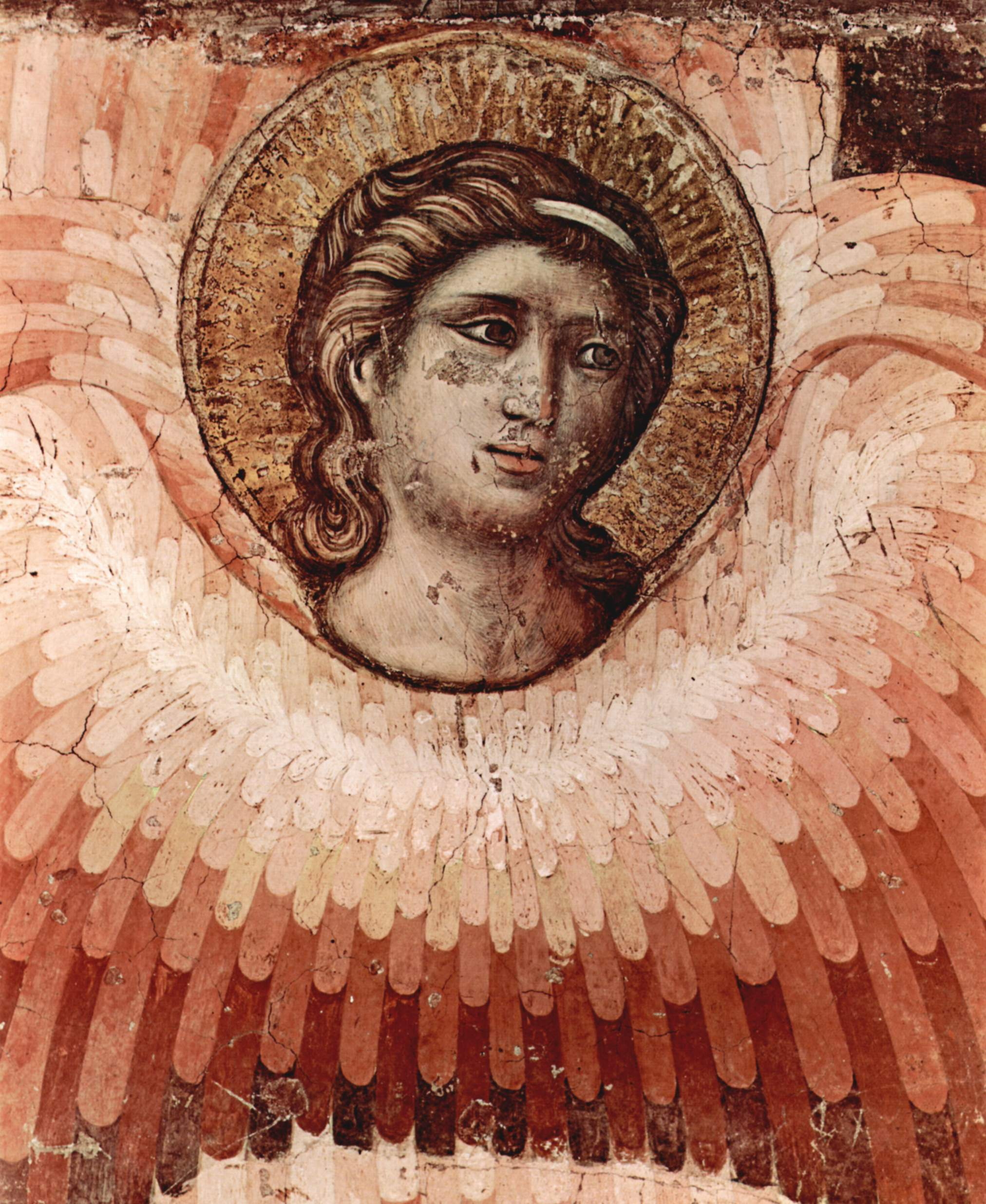
Ангел.
П. Каваллини, базилика Св. Сесилии, Рим

А́нгел Госпо́день, в богословии — словосочетание, обозначающее в Священном Писании либо особый вид теофании (богоявления), либо ангела, исполняющего роль посланника Господа. В ограниченном числе контекстов слово «ангел» в этом словосочетании может прямо или косвенно относиться и к человеку.

## Этимология
Этимологически соответствует др.-греч. ἄγγελος κυρίου/θεοῦ, где др.-греч. ἄγγελος, а́нгелос — вестник, посланец, то есть «вестник» + «имя бога». Каждая из составляющих этого словосочетания представляет собой отдельный богословский термин, правильная передача содержания которого в разных контекстах часто представляет непростую богословскую задачу. Её решение могут дополнительно усложнять различия между иудаизмом и христианством в традициях использования того или иного варианта имени Бога.
Ввиду указанной многовариантности и неоднозначности прямой перевод словосочетания «Ангел Господень» в религиозном контексте требует сверки с соответствующей теологической литературой, причём вариантность перевода здесь не тождественна синонимичности. Применительно к Писанию видный богослов С. Булгаков также подчёркивает, что универсального ответа, кого именно являет собой Ангел Господень в том или ином эпизоде, нет, и в каждом отдельном случае эта экзегетическая задача требует особого решения.

## Ветхий Завет
В Ветхом Завете взаимосвязь между Ангелом Господним и Богом не всегда одинакова от эпизода к эпизоду. Здесь выделяются три основные группы сюжетов:
- Ангел Господень либо никак не соотнесён с Богом (3Цар. 19:5–7; 4Цар. 1:3–15), либо между ними проведены явные различия (Быт. 24:7; 2Цар. 24:16; Зах. 1:9–17; Пс. 33:8; Пс. 34:5–6);
- Понятие «Ангел Господень» («Ангел Божий», «Ангел Мой») сближается с понятием Бога. Так, в Исх. 23:21 сам Бог говорит об этом ангеле: «Имя Моё в нём». В других повествованиях, связанных с описанием исхода израильтян из Египта и их странствий по пустыне (Исх. 14:19–31, Исх. 32:34, Исх. 33:2, Чис. 20:16, и особенно Суд. 2:1–4) ангел практически отождествляется с Богом.
- Ангел Господень практически тождественен Богу, то есть эти (ангелофании) максимально сближаются с теофаниями, с богоявлениями. Говоря об этих явлениях — Агари (Быт. 16:7–13; повт. в Быт. 21:17–18), Аврааму в связи с жертвоприношением Исаака (Быт. 22:11–18), Моисею в огненной купине (Исх. 3:2–6) — богословы иногда используют для этих случаев специальный термин для обозначения ангела — Ангел Иеговы[3]. Из текста книги Бытия следует, что с Агарью говорил сам Господь (Быт. 16:7–13); от Бога исходят слова к Аврааму «Не пожалел ты сына твоего, единственного твоего для Меня» (Быт. 22:11–18), а во сне Иакову Ангел Господень прямо называет себя Богом (Быт. 31:11–13). В книге Исход Моисею в горящем кусте является Ангел Господень, однако беседует с ним сам Бог (Исх. 3:2–6). В книге Судей подобный диалог ведёт с ангелом Гедеон, также получая указания (Суд. 6:12–18). После видения Ангела Господня Маной (отец Самсона) заключает: «Верно, мы умрём, ибо видели мы Бога» (Суд. 13:3–22).

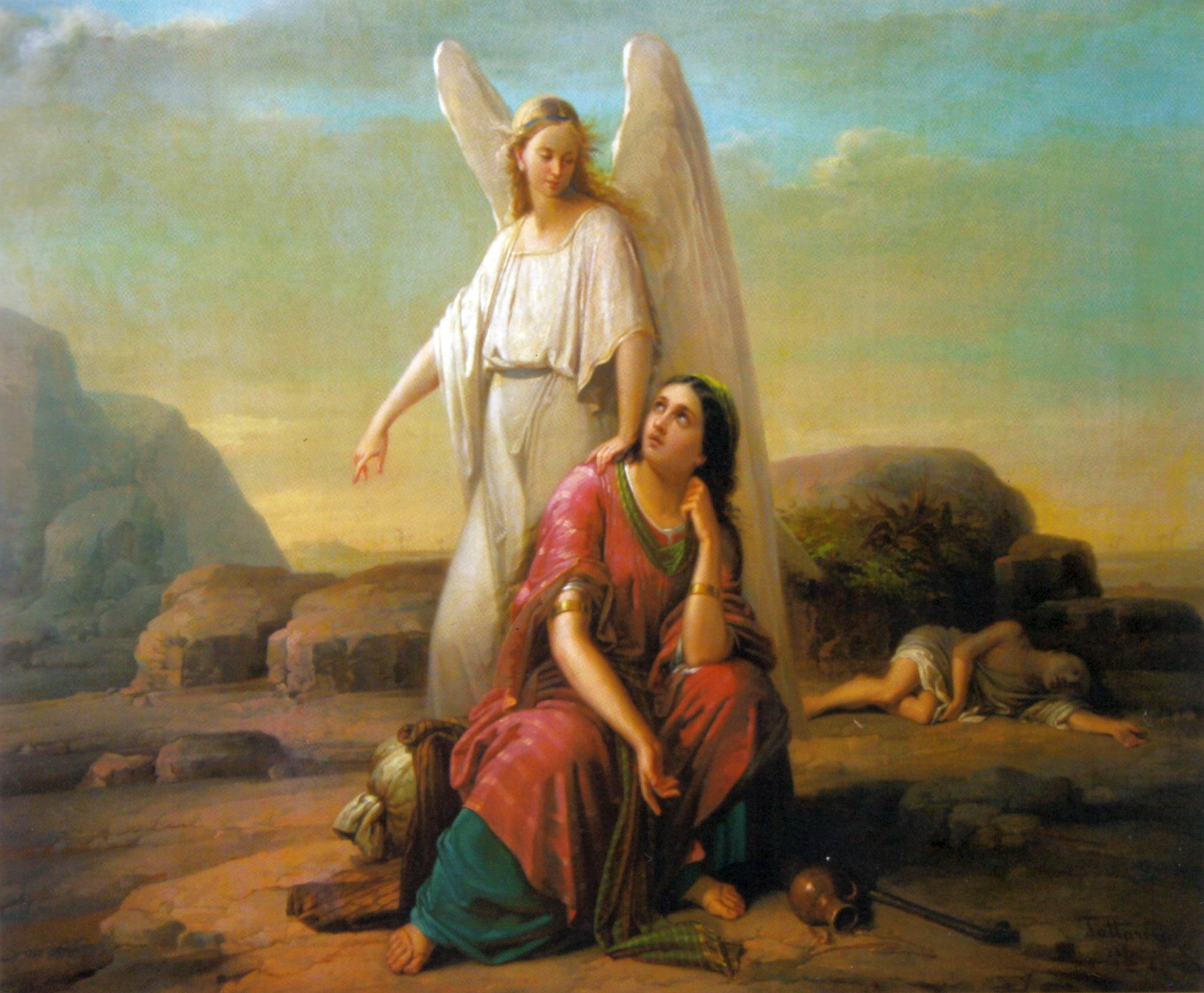
Явление ангела Агари в пустыне
Ангел останавливает руку Авраама
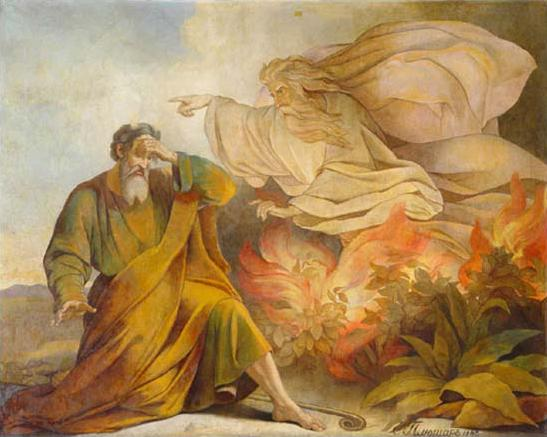
Моисей у горящего куста

## Новый Завет

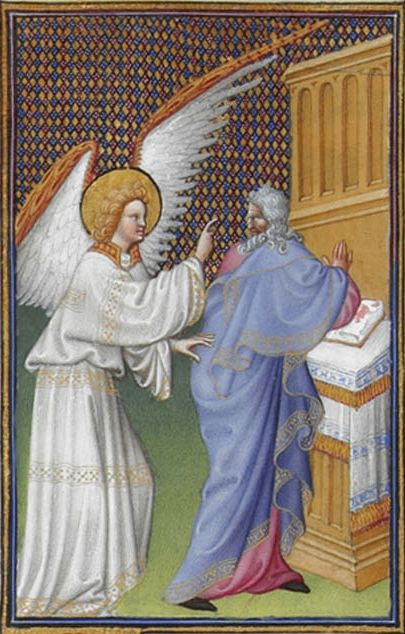
Явление архангела Гавриила Захарии
«Великолепный часослов герцога Беррийского»

В Новом Завете выражение «Ангел Господень» встречается 14 раз:
- Евангелие от Матфея: Мф. 1:20, Мф. 1:24, Мф. 2:13, Мф. 2:19, Мф. 28:2;
- Евангелие от Луки: Лк. 1:11, Лк. 2:9;
- Евангелие от Иоанна: Ин. 5:4
- Деяния апостолов: Деян. 5:19, Деян. 7:30, Деян. 8:26, Деян. 8:39, Деян. 12:7, Деян. 12:23

Поскольку Новый Завет содержит откровение о Святой Троице, «для отождествления Ангела Господня с Богом не остаётся места»; «его явления так или иначе подчинены действию воплотившегося Христа и Святого Духа в Церкви». В послании к Евреям речь идёт о «служебном духе», об одном из тварных ангелов (Евр. 1:14. Лука описывает явление ангела Господня отцу Иоанна Предтечи, Захарии (Лк. 1:11–19). В этом эпизоде ангел называет себя по имени —Гавриил.

## Экзегетика
Экзегетическая задача истолкования перечисленных библейских свидетельств по-разному решалась богословами разных эпох.
Филон Александрийский видел в Ангеле Господнем тварно-личного посредника между Богом и миром, и отождествлял его с Логосом. Тертуллиан и Восточные отцы Церкви трактовали явления Ангела Господня как прообразы воплощения Сына Божия, то есть, усматривали в Ангеле Иеговы Вторую Ипостась Св. Троицы. В то же время отцы Церкви на Западе (Амвросий Медиоланский, Августин Блаженный, Фома Аквинский) придерживались мнения, что Ангел Господень, наоборот — тварное существо, которое возвещает слова Божии.
В XX веке западные теологи (католицизм, протестантство) продолжали развивать либо последнюю — традиционную для латинской экзегезы — точку зрения Св. Амвросия и др., либо ответвляющееся от неё мнение, что Ангел Господень в последней группе повествований (Ангел Иеговы) тождественен Самому Богу, и поэтому здесь правомерно говорить о полной теофании. Однако в последнем случае выпадает из рассмотрения троичный аспект проблемы.

Католик М.-Ж. Лагранж и разделяющий эту позицию протестант Г. фон Рад выдвинули в середине XX века гипотезу, что выражения Ангел Господень (Иеговы), Ангел Божий и т. п., встречающиеся в ветхозаветных текстах, могли быть позднейшей интерполяцией. Первоначально же, по их предположению, речь шла о Самом Боге. Необходимость, которую Лагранж и фон Рад выдвигают в качестве причины этих вставок (замен), была вызвана задачей избежать антропоморфизмов, являющихся помехой на пути утверждения идеи трансцендентности Бога.
Критики считают, что до настоящего времени эта гипотеза не нашла убедительных текстологических подтверждений. Кроме того, они указывают на не всеобъемлющий, а избирательный характер этих интерполяций (напр., Исх. 4:24, Исх. 24:9–11, Суд. 6:14–16).
Со своей стороны, православные богословы также выдвигали в XX веке различные предположения, направленные на разрешения экзегетической проблемы, связанной с выражением «Ангел Господень».

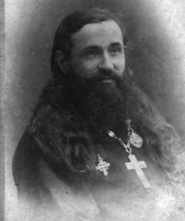
А. А. Глаголев (1872—1937)

Отправной точкой для многих этих исследований стал вышедший ещё в самом конце XIX века обширный ангелологический труд профессора Киевской духовной академии А. А. Глаголева — «Ветхозаветное библейское учение об ангелах». Исходный тезис богослов сформулировал во введении:

Ангел Господень… не есть один из рода тварных ангелов, но Ангел-Бог, божественный Логос в исторической форме Его ветхозаветного действия. Следовательно, учение о Нем относится собственно к области ветхозаветной христологии, а не ангелологии— Глаголев А. А. Ветхозаветное библейское учение об ангелах. — С. 15.
Соответственно этому А. А. Глаголев выделил две разновидности (два класса) библейских высказываний об Ангеле Господнем:
- повествующие о непосредственных явлениях и действиях Ангела Господня
- повествующие о деятельности самого Господа, в которой тварный ангел выступает как посредник, как «орган Его воли».

Альтернативную точку зрения развернул в своём учении прот. С. Булгаков. В книге «Лествица Иаковля» он утверждает, что Ангел Господень — тварное ангельское существо, через посредство которого человеку является Сам Бог:

Посланничество ангелов, их служение в мире получает здесь совершенно исключительное назначение — представлять в мире самого Бога, являться ему вместо Бога— Булгаков С. Лествица Иаковля. — С. 188
Развивая своё учение, Булгаков проводит мысль, что «теофанические ангелофании Ветхого Завета не могут быть приурочены к одной только ипостаси Логоса, но относятся ко всем трем божественным ипостасям». По мнению богослова, кого именно являет собой Ангел Господень в том или ином эпизоде, в каждом отдельном случае нужно решать особо.